# Nationaal park Midongy Befotaka
Het Nationaal park Midongy Befotaka is een beschermd natuurgebied van 1921,98 km² in de regio Atsimo-Atsinanana in Madagaskar. 

## Geschiedenis
Het park maakt deel uit van een groot bosgebied dat al in 1953 geklasseerd werd door de administration forestière. In 1997 werd dit het negende erkende nationaal park van het land.

In 2007 werd het park samen met 7 andere parken voorgedragen bij de Werelderfgoedlijst van de UNESCO als onderdeel van de regenwouden van de Atsinanana maar werd uiteindelijk, samen met het nationaal park Andasibe Mantadia niet opgenomen.

## Ligging en klimaat
Het park ligt in het zuidoosten van Madagaskar, 42 kilometer van Befotaka en 90 kilometer van Vangaindrano en is enkel bereikbaar via slechte onverharde wegen. Tijdens het regenseizoen van december tot juni is het park praktisch onbereikbaar. Het gebied ligt op een hoogte variërend tussen 689 en 1679 meter en het hoogste punt is de Mont Papango. Twee etnische groepen, de Bara en de Antaisaka bevolken het gebied, de ene zijn veehoeders, de andere landbouwers. Verschillende rivieren stromen door het gebied waarvan de belangrijkste de Itomampy, die ontspringt in het zuiden in het Anosyennesgebergte en van zuid naar noord door het park vloeit. Er is geen droog seizoen en er heerst een bergklimaat, fris en vochtig met een gemiddelde temperatuur van 18° C.

## Fauna
In het park bevinden zich een groot aantal endemische vogels, reptielen en lemuren zoals:
- Madagaskarplatstaartgekko (Arongo of Katsatsaka), een zeldzame en endemische gekko die karakteristiek is voor het dichte vochtige bos in het oosten.
- Fretkat of fossa, een kwetsbaar zoogdier van het regenwoud.
- Stekelkameleon (Tanalahy of Tarondro), een endemisch reptiel.
- Toeloespoorkoekoek, een endemische vogel.
- Grijskopmaki, een zeldzame maki die woont in het zuidoosten tussen 400 en 1200 meter hoogte, waar het bos minder verstoord is.
- Propithecus sp., een kwetsbare en bedreigde sifaka die in vochtige dichte bossen woont.
- Geschubde grondscharrelaar, een vogel die enkel in bossen leeft. Het is een van de vijf soorten in de familie Brachypteraciidae, een endemische familie in Madagaskar.
- Streepkeeljery, endemische zangvogel en een goede indicatie voor het ecosysteem.

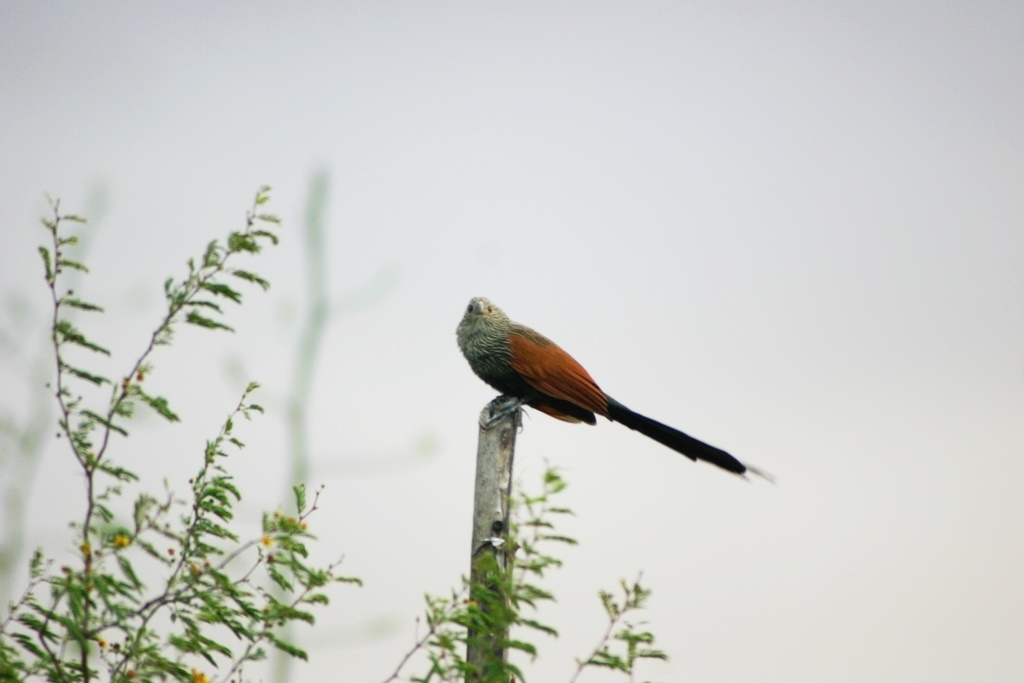
Toeloespoorkoekoek
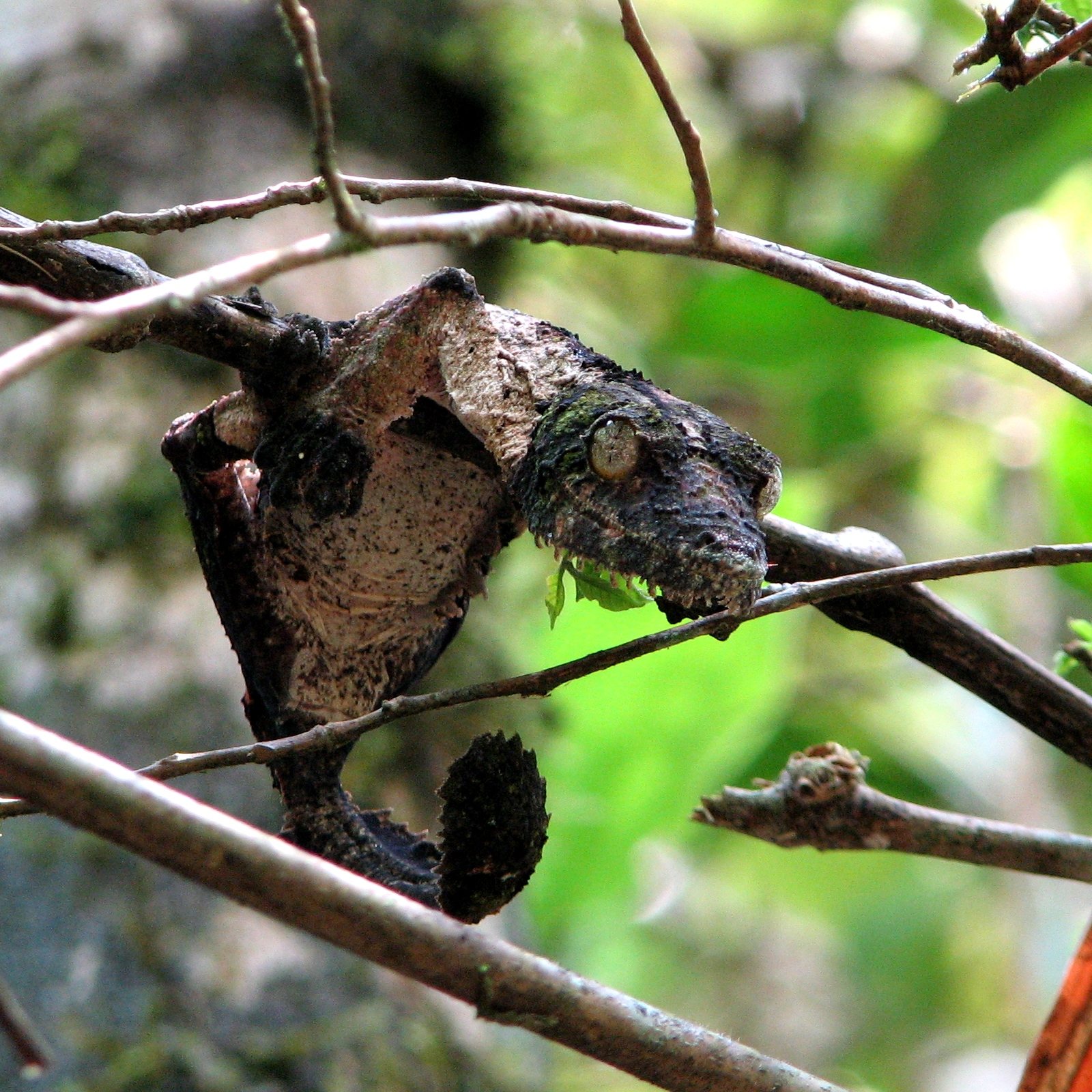
Madagaskarplatstaartgekko
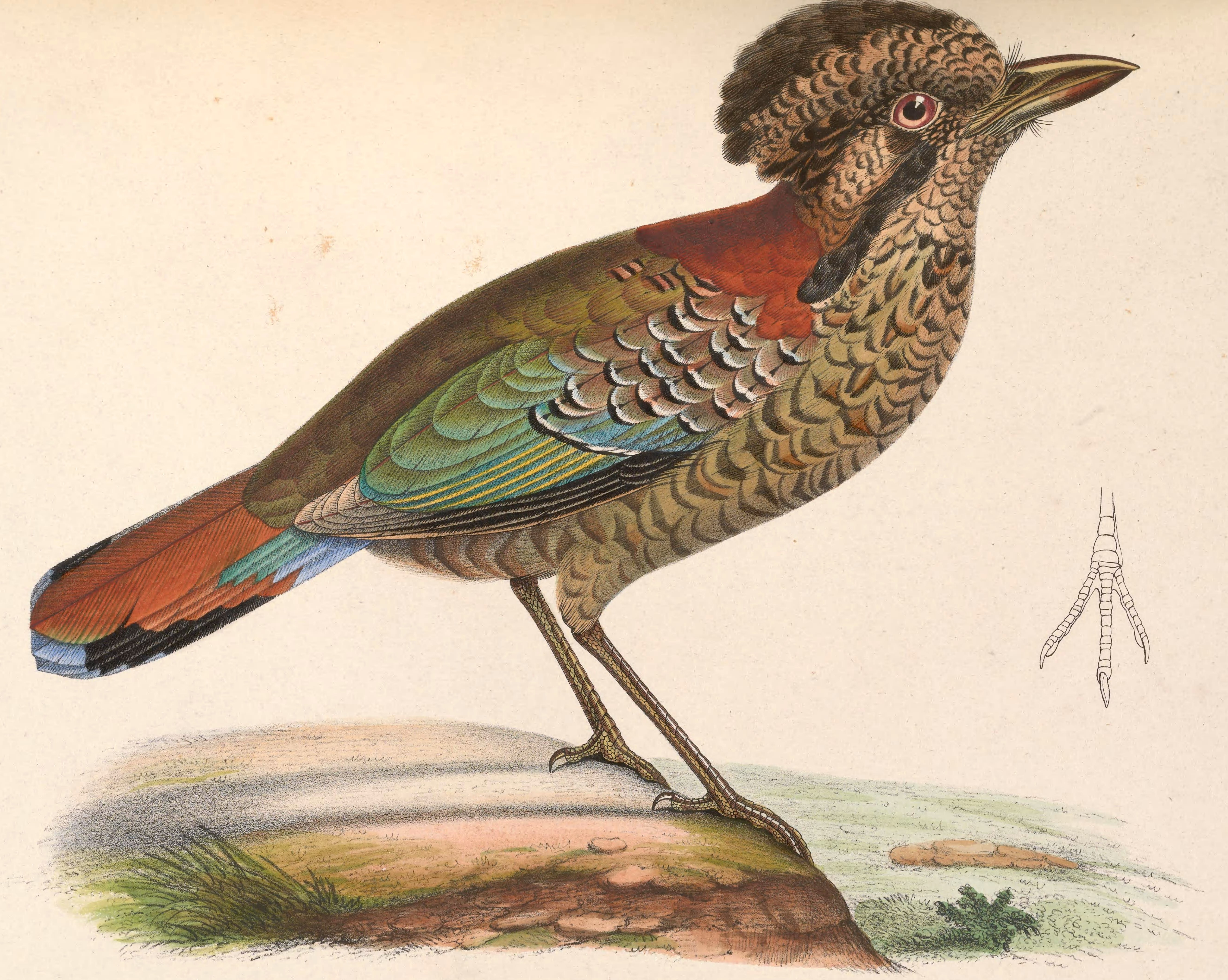
Geschubde grondscharrelaar
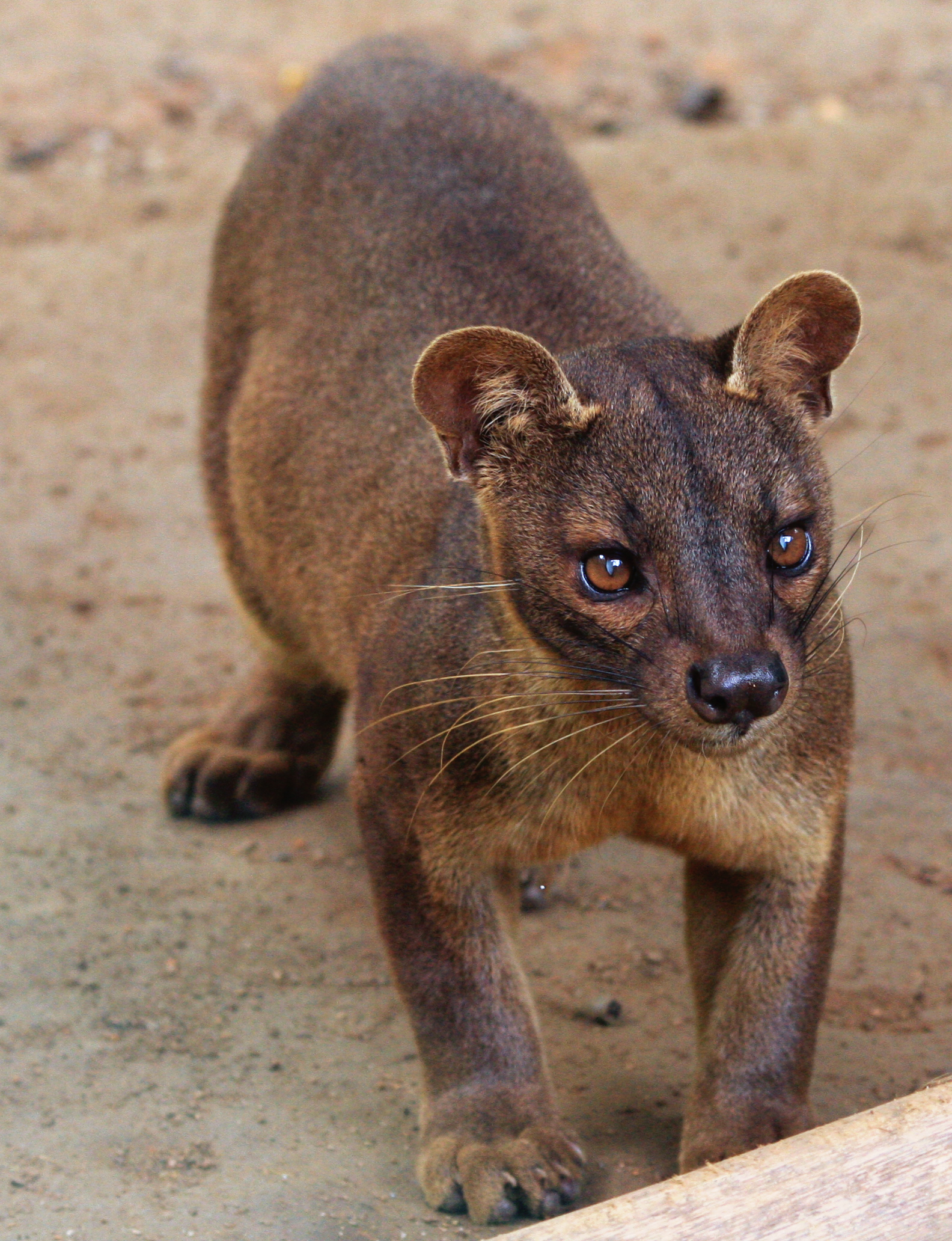
Fretkat of fossa

## Flora
Het bos bestaat uit ebben en palissanders, 48 soorten varens en endemische geneeskrachtige planten. In het park bevinden zich 14 soorten die op de Rode Lijst van de IUCN staan. Enkele van de deze planten:
- Mystroxylon aethiopicum (behorende tot de familie van Celastracaeae). De bladeren van deze inheemse plant worden gebruikt voor het behandelen van wonden.
- Medinilla sp, endemische planten waarvan het sap gebruikt wordt tegen hoest.
- Ranavao of Dilobeia thouarsi. Vroeger werden de zaden van deze plant gebruikt voor hun olie.
- Aeranthes caudata,  endemische orchidee, beschermd door CITES (bijlage II)
- Bulbophyllum vestitum, endemische orchidee, beschermd door CITES (bijlage II)

Anja Community Reserve ·
Berenty-reservaat ·
Renialareservaat ·
Kirindy Forest ·
Zoölogisch park van Ivoloina